# Mănăstirea Bistrița (județul Vâlcea)
Mănăstirea Bistrița, ctitorie a boierilor Craiovești (Barbu, Banul Craiovei și frații săi Pârvu vornicul, Danciu armașul și Radu postelnicul), a fost zidită între anii 1492–1494. Ea se află în satul Bistrița aparținând de comuna Costești din județul Vâlcea, pe valea râului cu același nume.

## Istoric
Prima atestare documentară a Mănăstirii Bistrița este un act din 16 martie 1494 al lui Vlad Călugărul.
Mănăstirea a fost distrusă din temelii de către Mihnea Vodă la 1509. Un document al vremii specifică faptul că Mihnea Vodă, care lupta împotriva Craioveștilor, "și mănăstirea lor, carea o făcuse ei pre râul Bistriții din temelie o au risipit".
A fost refăcută în timpul lui Neagoe Basarab între 1515 - 1519 tot de către boierii Craiovești.
Marele ban Barbu Craiovescu al Olteniei a adus de la Constantinopol cea mai de preț comoară a lăcașului, moaștele Sfântului Grigorie Decapolitul. Trupul sfântului nu a putrezit niciodată și s-a dovedit purtător de mari daruri: vindecă bolile trupești și sufletești, aduc ploaia pe timp de secetă, lucru ce face ca lăcașul să fie asaltat de numeroși pelerini. Legenda spune că moaștele sfântului au fost cumpărate de Barbu Craiovescu de la un turc cu aur. Turcul bănuia că va lua o sumă importantă echivalentă cu greutatea moaștelor. Însă dragostea banului față de moaște are alt deznodământ: așezate pe un taler, într-adevăr cântăresc greu, dar când banul Craiovescu pune galbenii talerul se echilibrează la o sumă mică. Acest lucru face ca turcul să exclame: „Vezi, vezi, cum creștin la creștin trage”. Se mai spune că la 1763 când epidemia de ciumă cuprinsese Bucureștiul, este adusă racla cu moaștele Sfântului Grigorie Decapolitul în fața Mitropoliei, iar în urma rugăciunilor ținute ciuma a început să dea înapoi dispărând definitiv. În anul 1656 Constantin Voievod, donează o raclă de argint în care să fie așezate sfintele moaște.
Se remarcă prezența lui „Mihai fugar” în toamna anului 1600, care cumpără „satul Costeștii moșnenesc” pe care-l dăruie mănăstirii.
Constantin Brâncoveanu donează mănăstirii un clopot , obiect de o inestimabilă valoare și icoana făcătoare de minuni a Sfintei Ana.

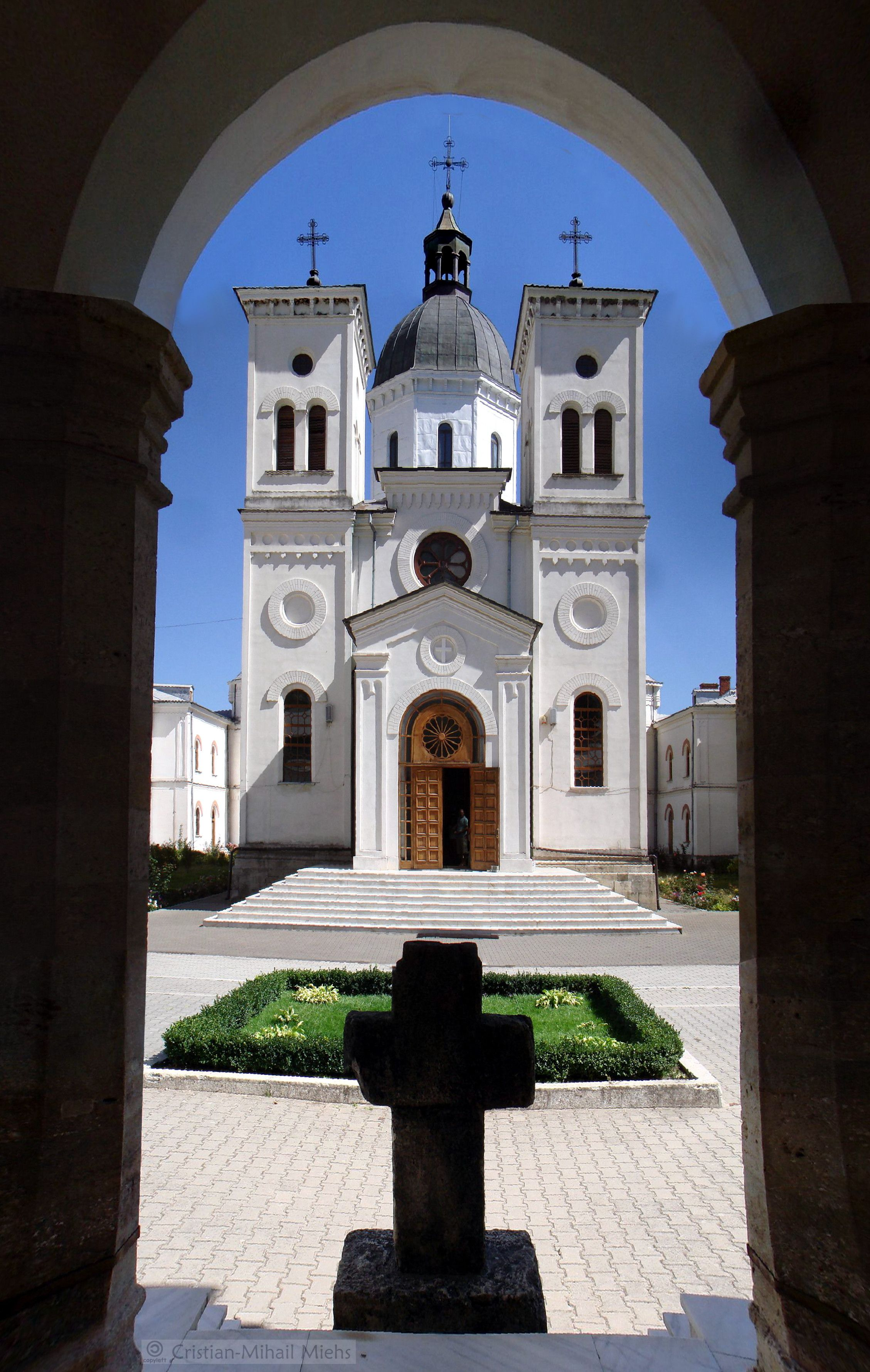
Biserica mănăstirii

În urma cutremurului din anul 1810, lăcașul este afectat serios, lucru ce face ca în timpul domniei lui Gheorghe Bibescu și Barbu Știrbei, între anii 1846 - 1855 mănăstirea să fie rezidită, in ultimii ani fiind sub îndrumarea arhitectului Carol Benesch.
La toate acestea se adaugă valoarea neprețuită a picturile interioare făcute de maestrul penelului românesc Gheorghe Tattarescu în anul 1855. Pe pereți se află pictați ctitorii: Barbu Craiovescu, Constantin Brâncoveanu, Maria Doamna, Despina Doamna și Barbu Știrbei.
Dar mănăstirea Bistrița înseamnă pentru români și un focar de aleasă cultură. Viitorul domn Neagoe, nepotul Craioveștilor a fost printre primii veniți pentru a căpăta "în tinerețea lui cunostința de limbă și de literatură". Se pare că aici ar fi fost tipărită prima carte în limba română, "Liturghierul" (conform unui hrisov al lui Mihnea Vodă, aceasta a apărut la 10 noiembrie 1508).  Încă din secolul XVII aici funcționează o școală, atestată documentar pe un manuscris a lui Constantin grămatic din satul Corbeasa-Vâlcea: "să se știe că am șezut la mănăstirea Bistrița ca să învățăm carte". Aici de-alungul timpului s-au transcris numeroase cărți și hrisoave, iar unul din cele mai vechi acte românești datând din 1573, de fapt al doilea după scrisoarea lui Neacșu din Câmpulung, a fost redactat tot la acest lăcaș.
Mai târziu, în 1620 Mihail Moxa scrie aici „prima istorie universală” de pe meleagurile noastre intitulată Cronograful Țării Românești. Manuscrisul este descoperit la această mănăstire în 1845 de un filolog rus, V Grigorovici, care-l publică la Cazan în anul 1859. În prezent manuscrisul se află Moscova.Importanța lui constă în aceea că după ce autorul tratează la început probleme generale ale istoriei „universale", ajunge ca la final să vorbească despre „când s-a început a se descăleca Țara Moldovei”. Pentru realizarea lucrării sale Mihail Moxa folosește importante documente ale epocii: Cronica lui Manasses, Cronografia pe scurt bizantino-slavă, Letopisețul sârbesc, Cronica anonimă bulgară.
O lucrare despre viața Sfântului Grigore Decapolitul este scrisă de Matei al Mirelor, un erudit născut în Egipt care studiază la Constantinopol și Moscova, refugiat la mănăstire în iarna anilor 1610 - 1611. Lucrarea are o prefață istorică importantă deoarece prezintă o scurtă cronică a războaielor lui Radu Șerban.
La chemare episcopului de Râmnic, Ilarion, vine și-și desfășoară activitatea la Bistrița  între 1694 - 1704 Alexandru Dascălul. I se atribuie lucrările: Otocenic sau Patetic, Cheia înțelesului, O odă pentru cititori și "gogiomanii" Bisericii Sf. Nicolae din Scheii Brașovului.

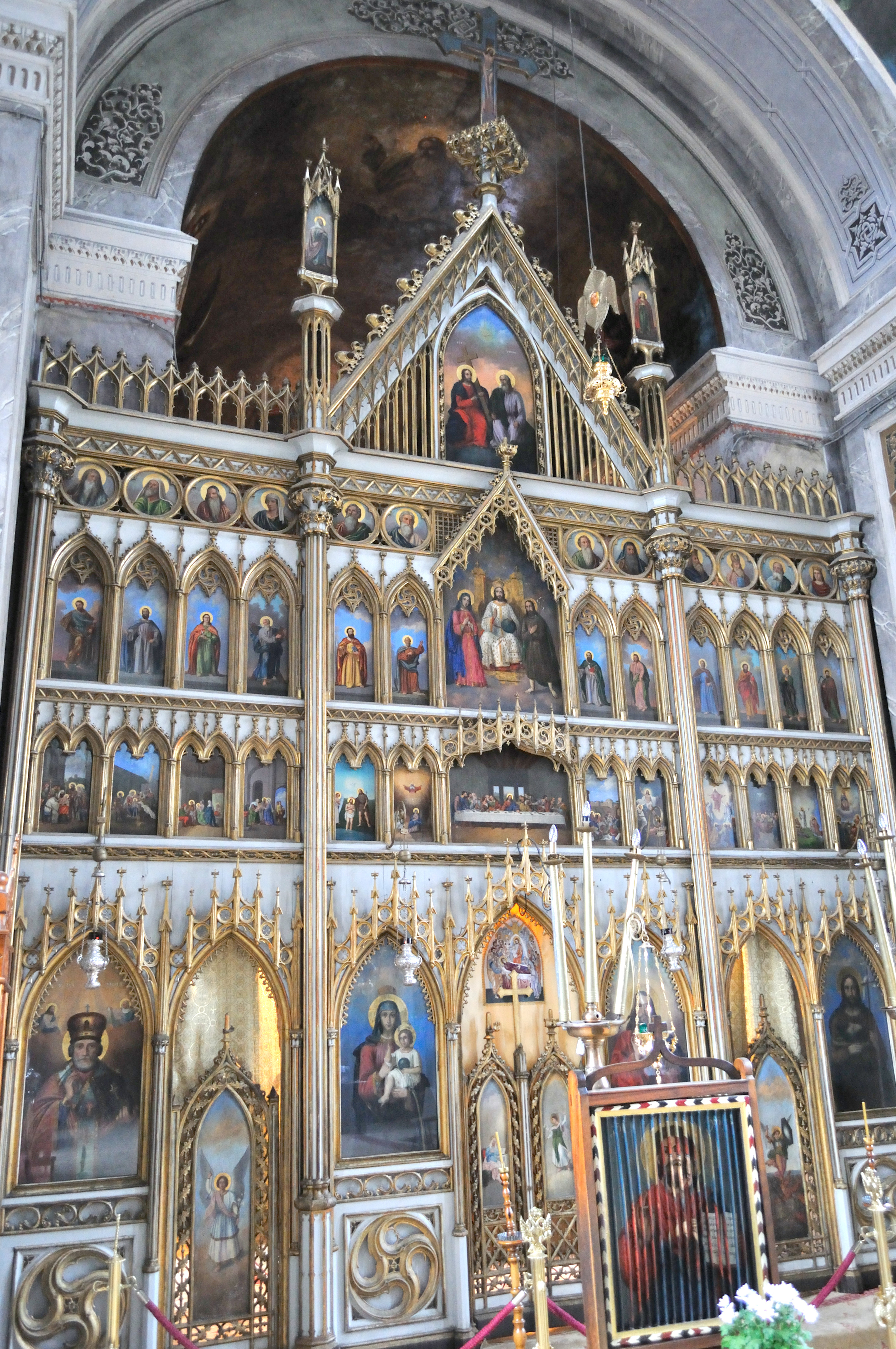
Catapeteasma a fost realizată la Viena, din lemn de tei, aurită

Cei care au contribuit substanțial la îmbogățirea culturii românești  strâns legați de Bistrița prin numeroasele copii și traduceri după manuscrise, sunt numeroși. Menționăm pe Teofil (Evanghelie învățătoare - 1644), Teofan (Psaltire slavonă - 1619), Ilarion (Psaltire cu tâlc), Ștefan ieromonahul (Cazania"" - 1724), Ioachim din Bărbătești - gramatic ( Istoria Troadei - 1766). De remarcat că Ștefan ieromonahul, cel care mai tâziu ajunge mitropolitul Țării Românești, este fiu al meleagurilor vâlcene născut la Râmești - Horezu, după ce mai întâi a fost pisar la Bistrița și călugăr și egumen la mănăstirea Tismana.
Despre importanța cărților aflate în biblioteca mănăstirii Bistrița în dezvoltarea culturii noastre naționale, despre truda, dăruirea și iscusința cărturarilor timpului, iată ce spunea Alexandru Odobescu într-un  raport prezentat Ministrului Cultelor:"Prin unele din aceste mănăstiri și mai ales în Bistrița și în Cozia, am găsit, între altele, și câteva cărți care nefiind de trebuință seviciului bisericesc, stau aruncate în neîngrijire și amenințând a se perde. Aceste cărți însă, manuscripte și tipărite, sunt de o importanță mare pentru limba noastră și cea slavonă, precum arta tipografiei în țară la noi: sunt rare și care lipsesc din Bibliotheca națională".
De remarcat faptul că în anii 1877 - 1888, pe durata Războiului de independență, aici a funcționat un spital militar. Tot aici, între anii 1883 - 1898, a funcționat o școală militară.
Aici s-a mutat după anul 1917 Leagănul de Copii „Sfânta Ecaterina” din București, unde a funcționat neîntrerupt timp de 40 de ani. Pe lângă orfelinat, s-au înființat aici o grădiniță de copii, o școală elementară de patru clase, un seminar monahal de călugărițe și, mai târziu, un liceu de fete orfane, cu ateliere de tot felul. Toate aceste școli din cadrul Mănăstirii Bistrița au format așa numita „Asociația Acoperământul Maicii Domnului”, organizație monahală filantropică unică în monahismul românesc.
Pregătirea școlară a fost desființată în anul 1948 odată cu instaurarea regimului "popular democratic". De remarcat faptul că în mănăstire a existat un atelier renumit de confecționat covoare "persane" (zona fiind renumită pentru oierit). De asemeni, aici se mai afla un dispensar, care se ocupa de sănătatea locuitorilor comunei Costești și a muncitorilor forestieri, condus cu multă pasiune de o doctoriță-călugăriță, aceasta fiind trimisă la studii de obștea de călugărițe.
La 10 septembrie 1948, regimul comunist ia măsura deportării a două sute de călugărițe greco-catolice de la mănăstirile din Obreja și Jucu la Mănăstirea Bistrița, unde au fost supuse presiunii de a abandona Biserica Română Unită cu Roma. După câtva timp stareța ortodoxă a informat autoritățile comuniste că mai multe maici ortodoxe înclină să treacă la catolicism, fiindcă maicile din Ardeal câștigaseră simpatia și respectul lor. În consecință a fost interzis contactul dintre maicile ortodoxe și cele greco-catolice, care au fost treptat dispersate în alte locații, iar superioarele lor arestate de către Securitate.
În anul 1959, mănăstirea este desființată și călugărițele trimise "acasă".

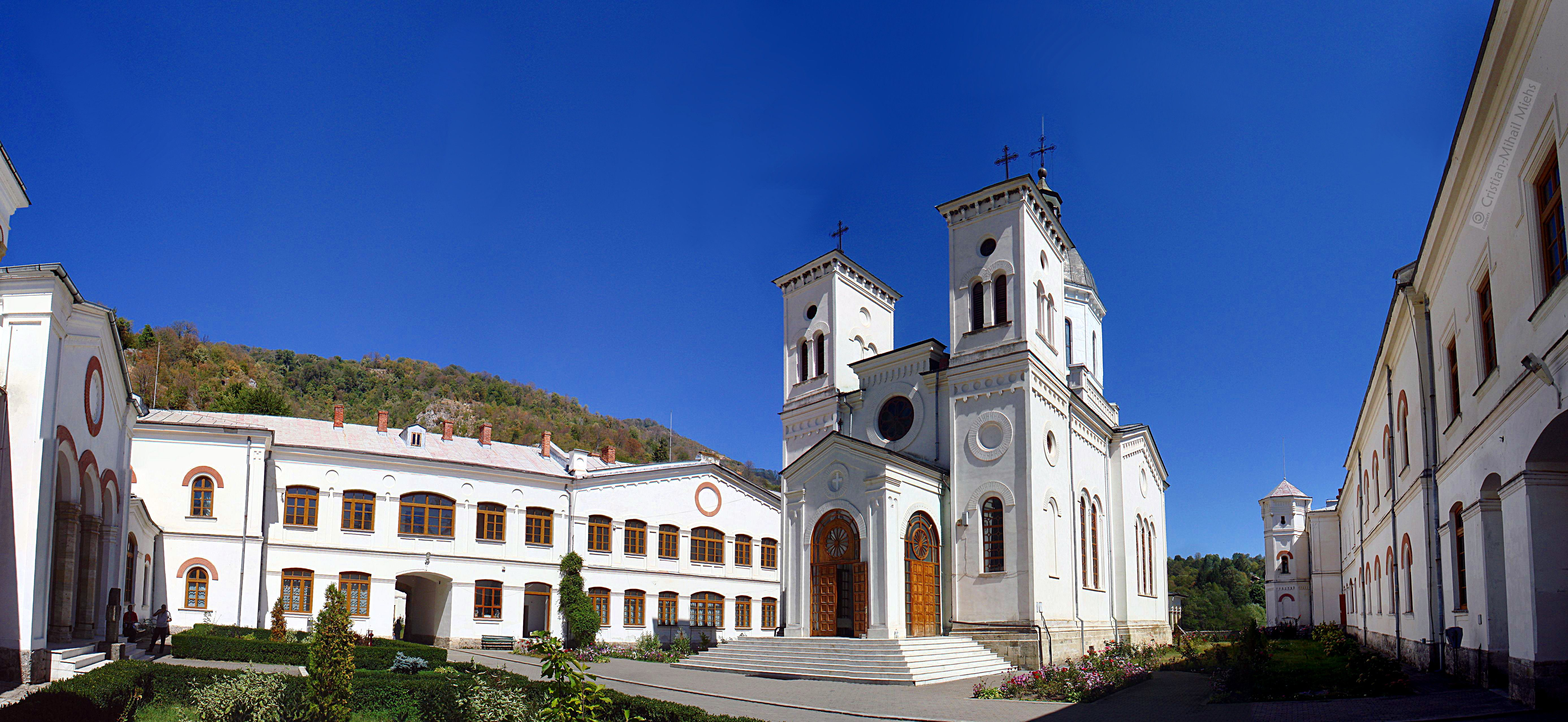
Curtea Mănăstirii Bistrița

A urmat o perioadă oarecum benefică pentru o categorie de copii loviți de soartă, copii cu deficiențe mentale mai puțin sau mai mult grave, oligofreni în termeni medicali, când în clădirile mănăstirii a funcționat, și mai funcționează, o școală specială pentru aceștia. Au fost instruiți aici serii de copii, atât teoretic la nivelul lor de înțelegere, dar mai ales practic. Sub îndrumarea unor maiștri, de excepție dat fiind ucenicii cu care lucrau, aceștia au realizat mobile din lemn masiv sculptat, lucrari care au luat calea exportului.
Însă în anul 1984, prin străduința Preasfințitului Gherasim, episcopul Episcopiei Vâlcii, Argeșului și Oltului, pentru viața monahală a acestui așezământ s-au ivit noi orizonturi, acesta reușind să reînoade vechiul fir, reînființând mănăstirea. A refăcut clădirile și sub pretextul inființării unui muzeu al tipografiei, încet, încet așezământul a fost repopulat. După anul 1989, viața monahală a căpătat noi valențe.
Din anul 1999, stăreția mănăstirii a luat sub conducerea ei și Mănăstirea Arnota, prin transformarea acesteia din mănăstire de călugări în mănăstire de maici.

## Monument istoric
Mănăstirea Bistrița este inclusă în Lista monumentelor istorice din România, având codul de clasificare cod LMI VL-II-a-A-09666.

## Imagini

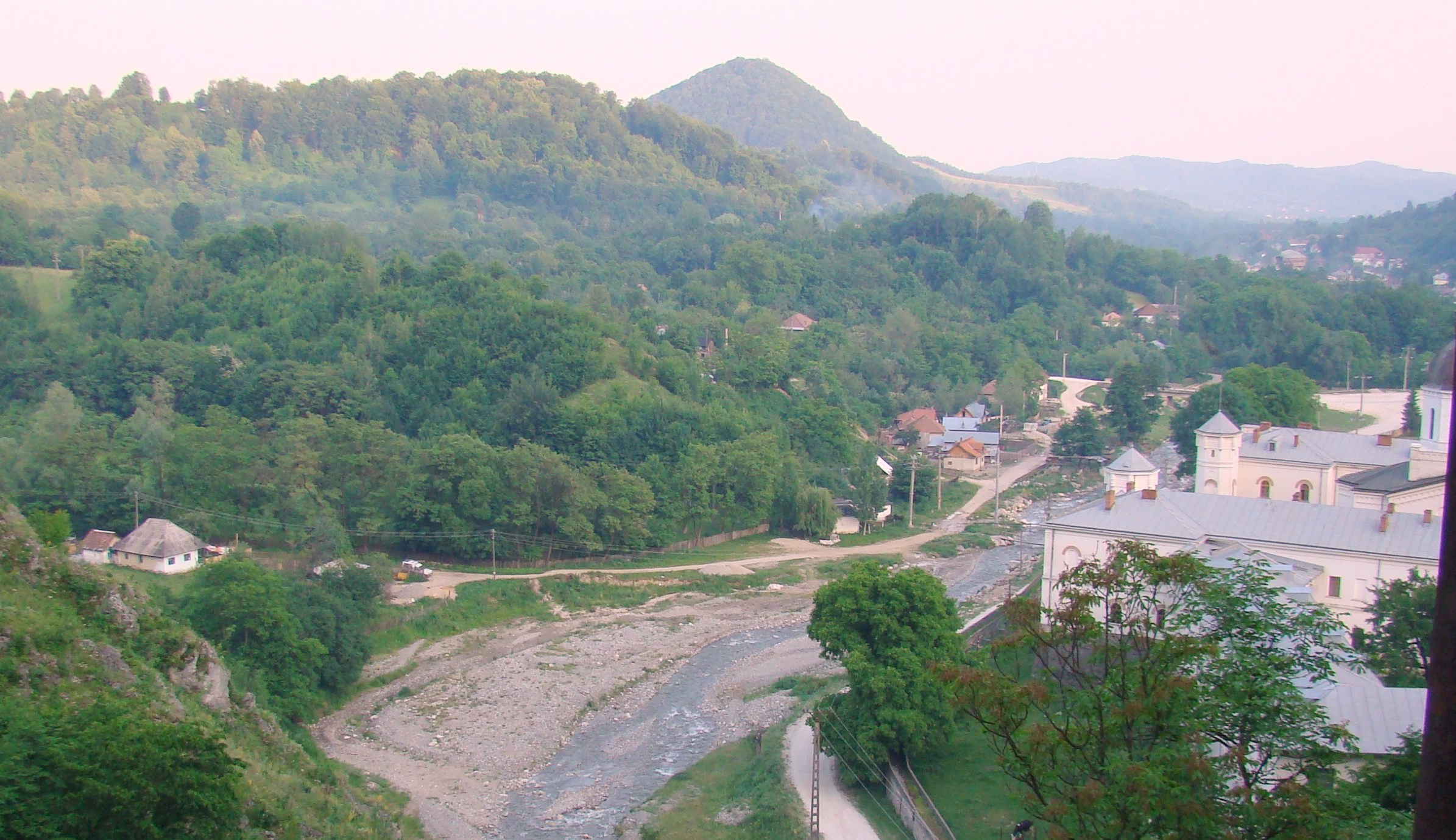
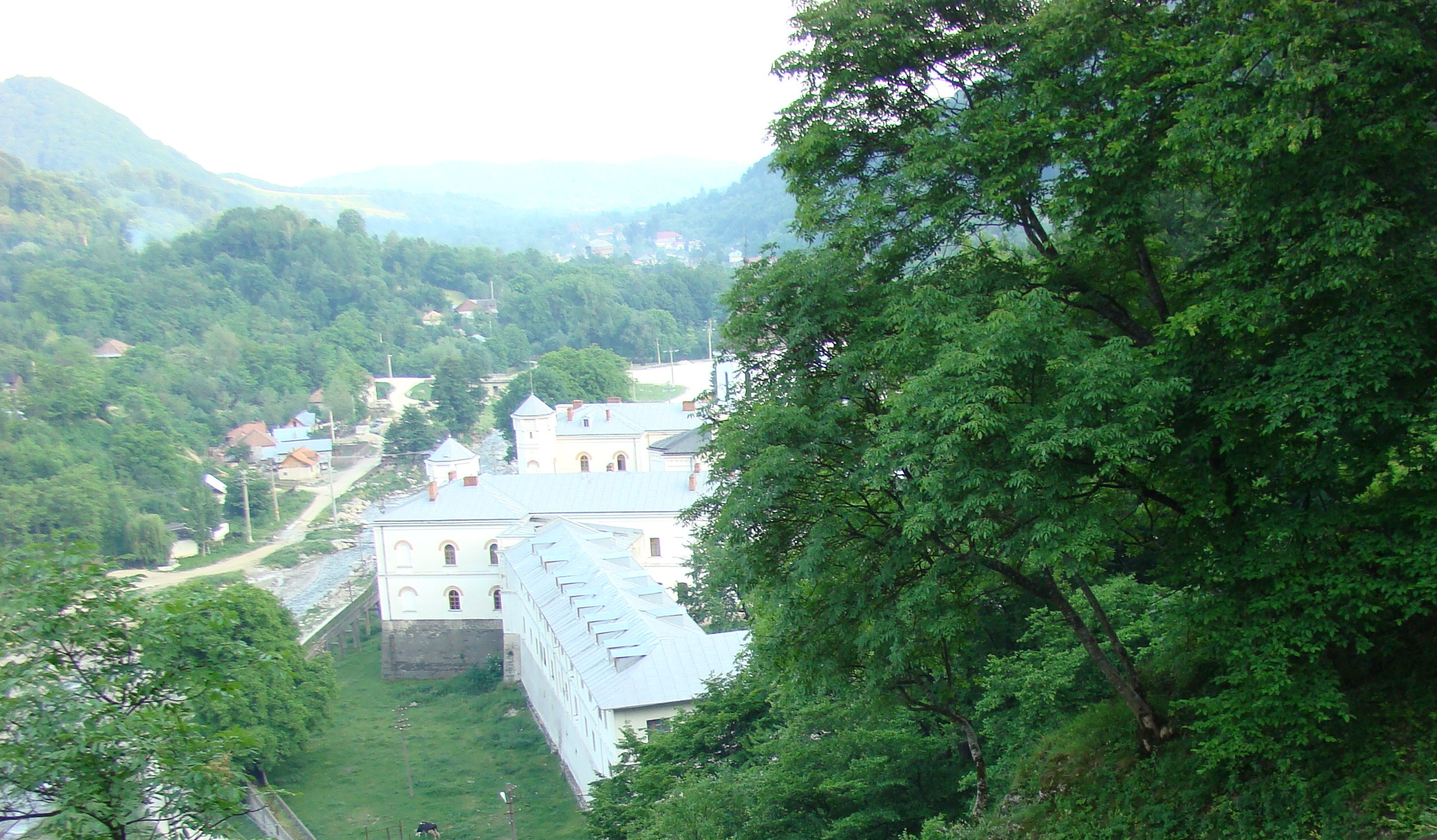
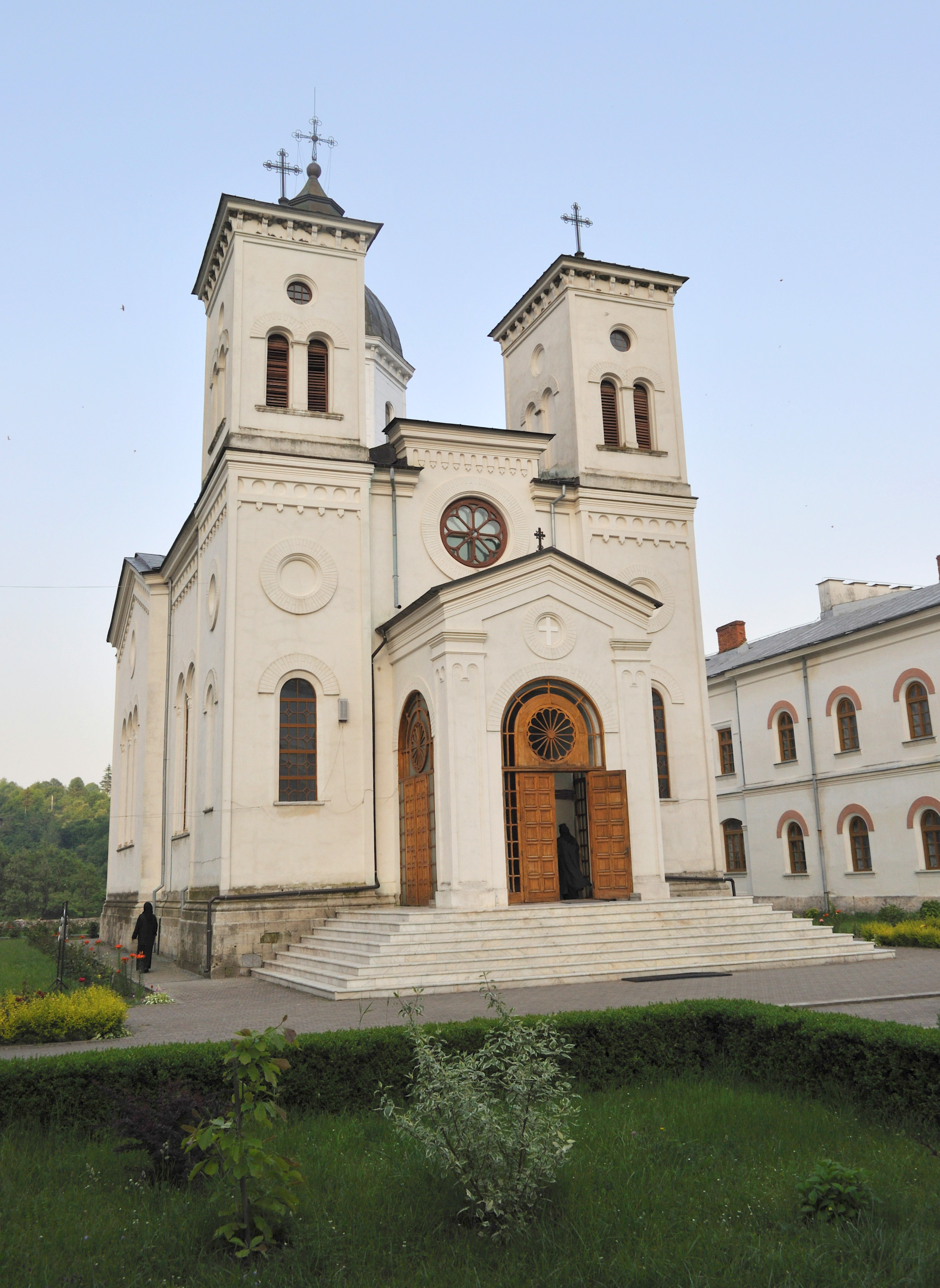
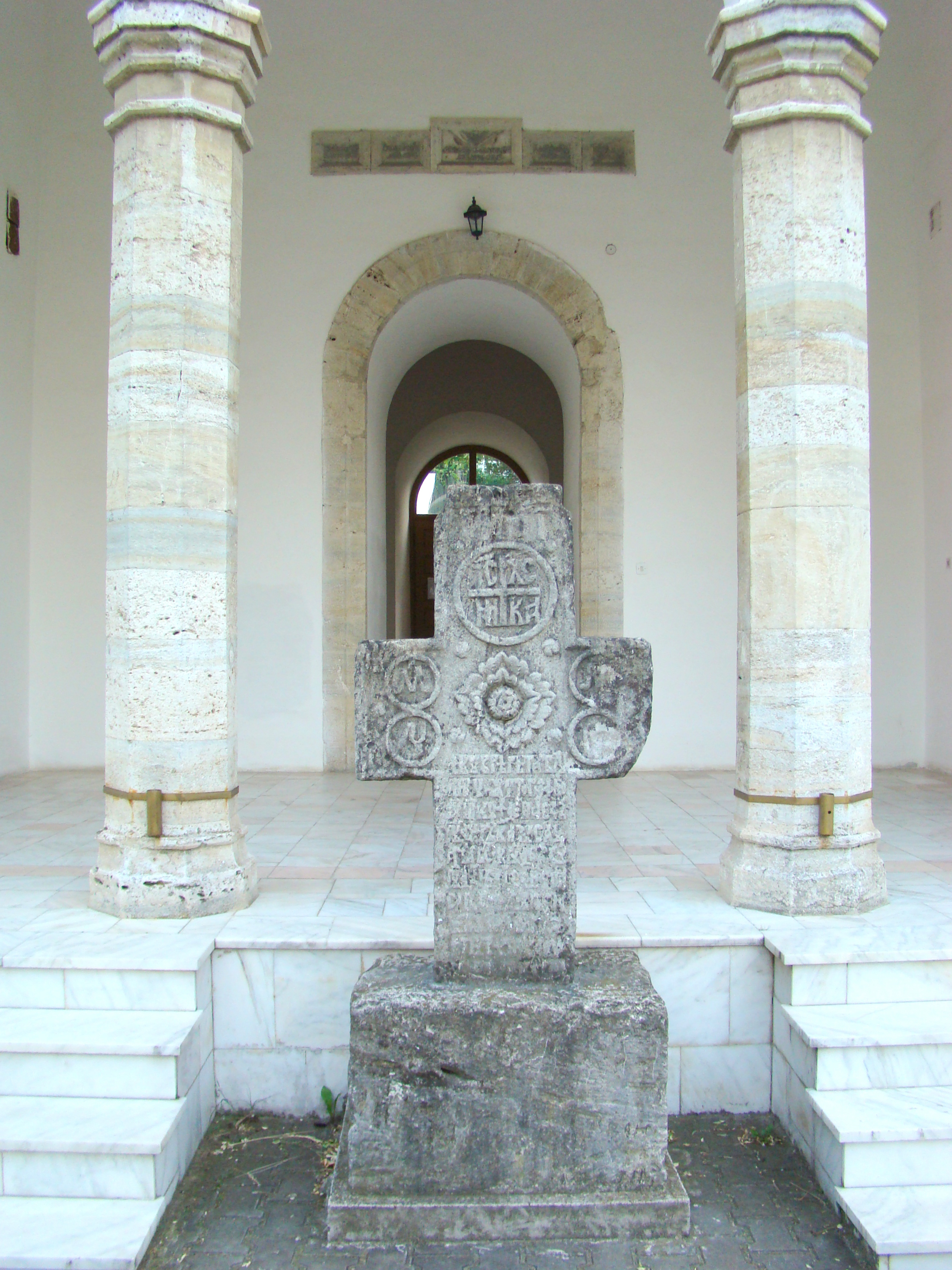
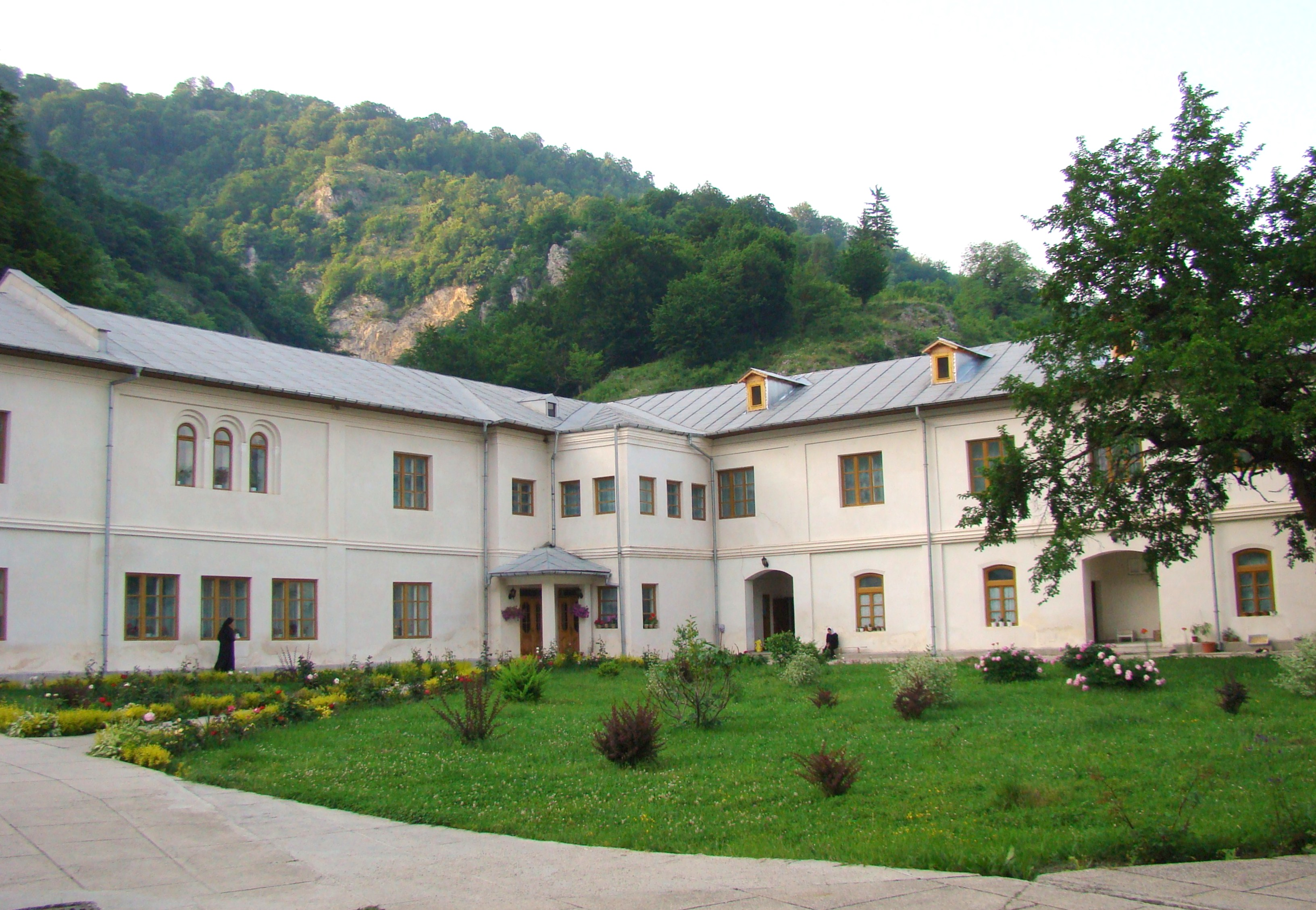
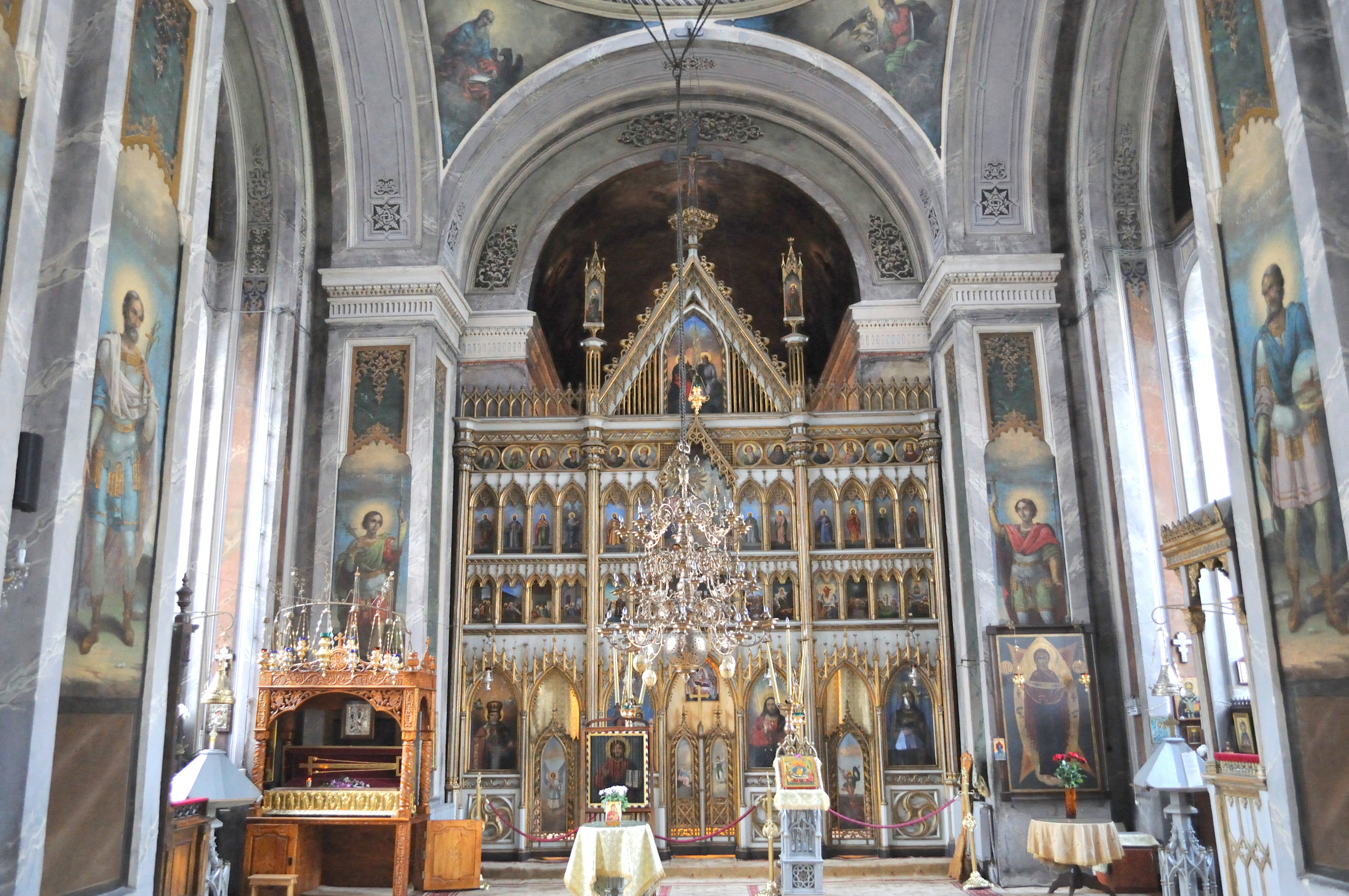
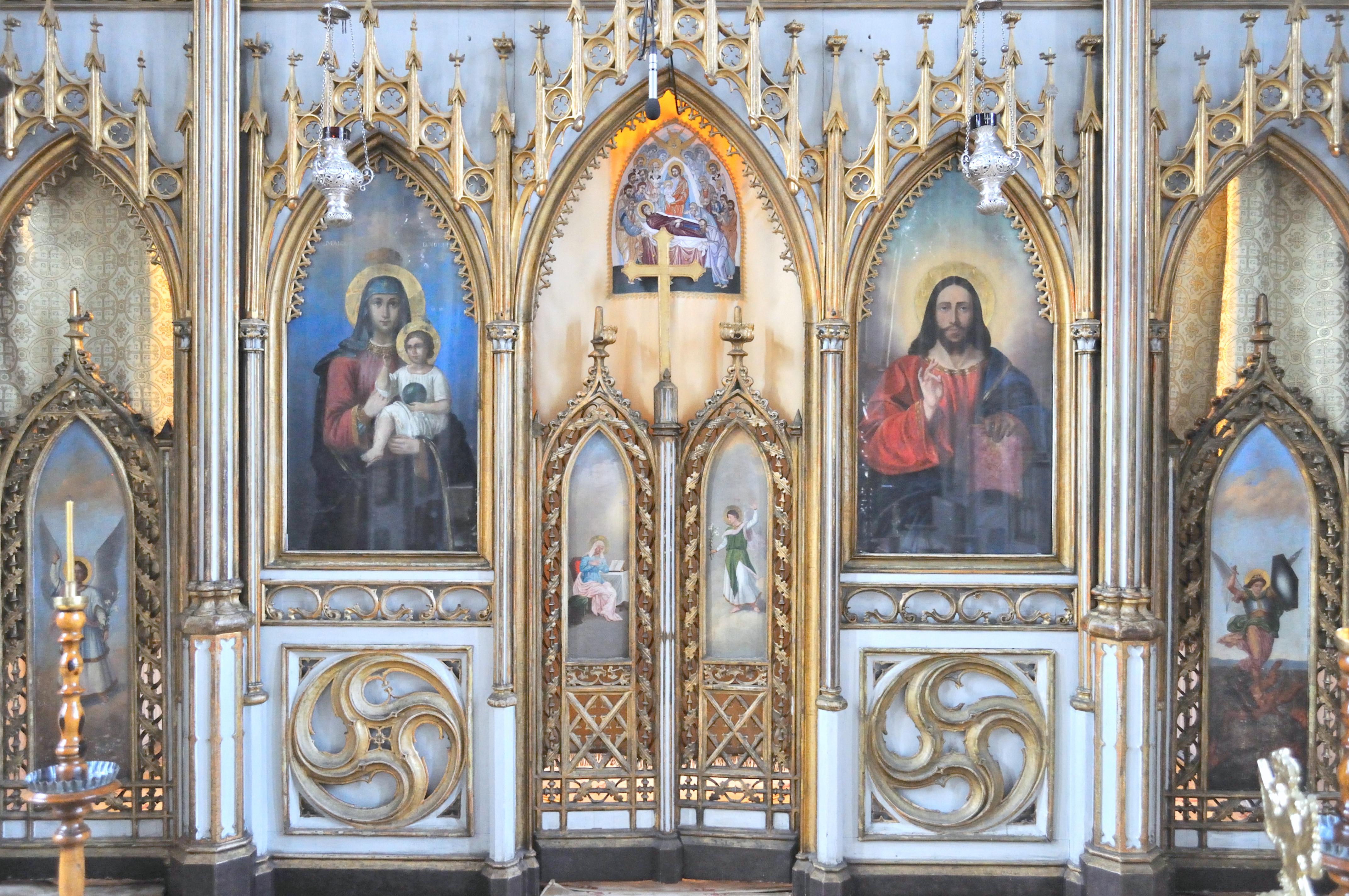
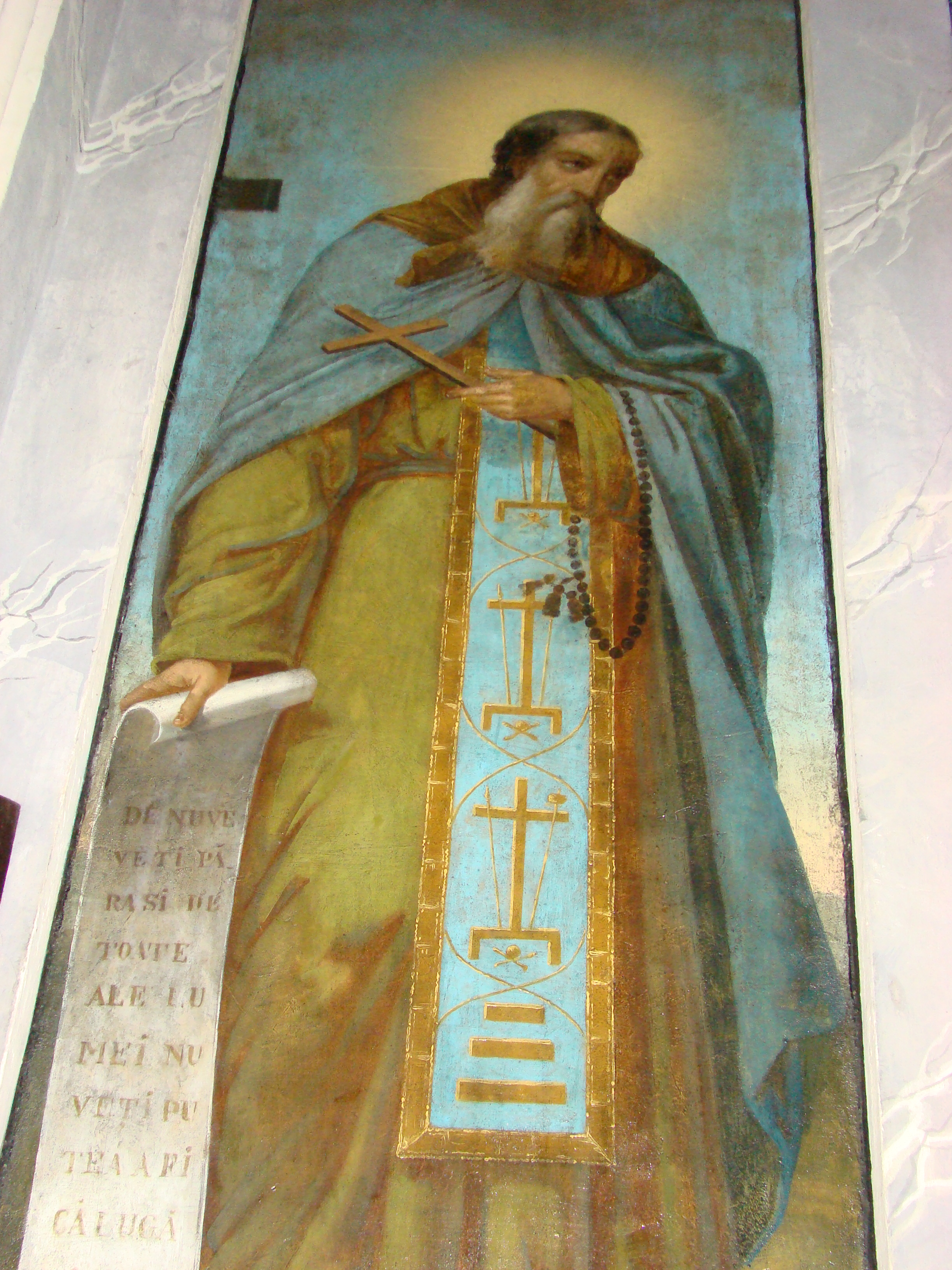
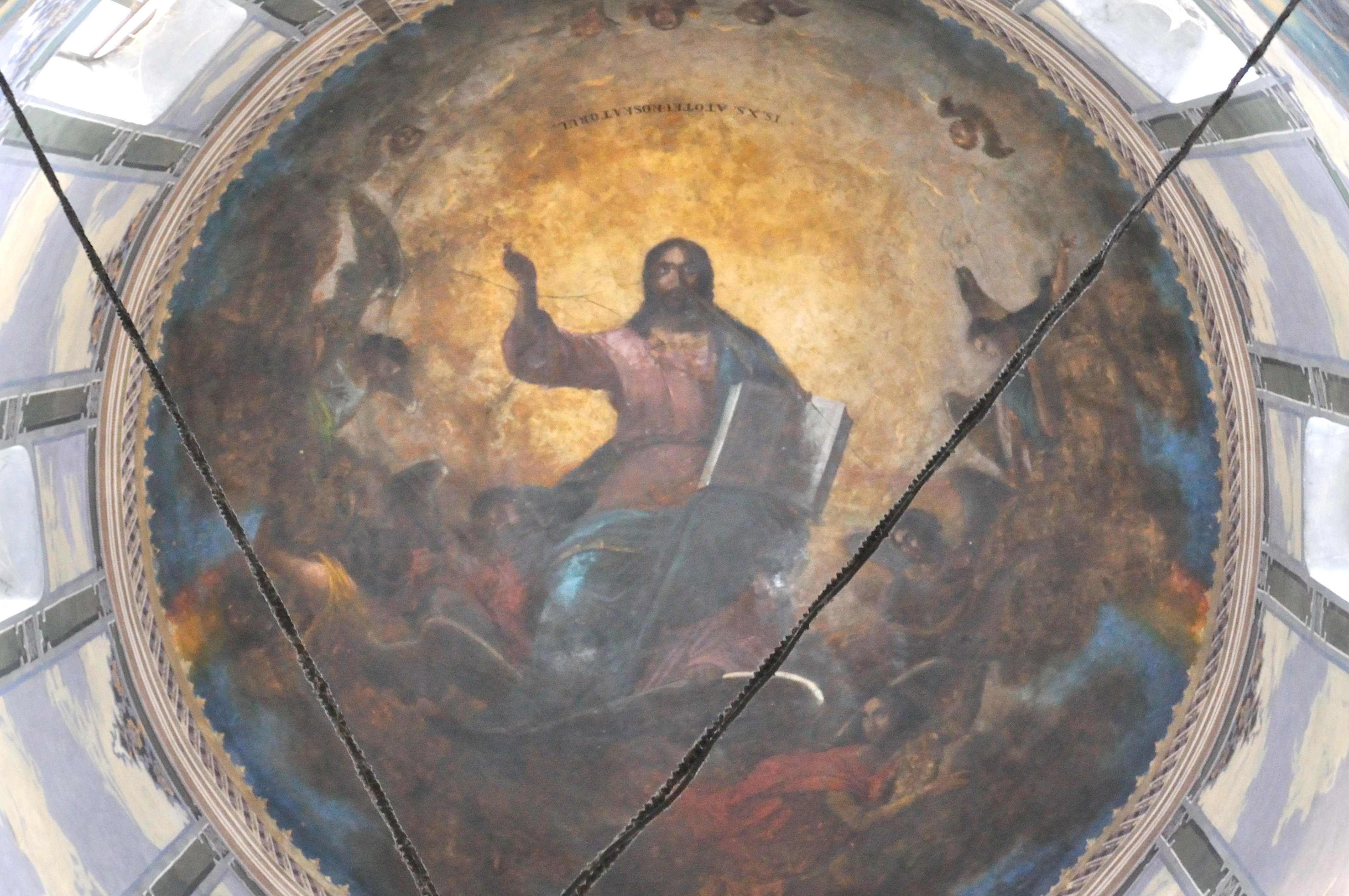
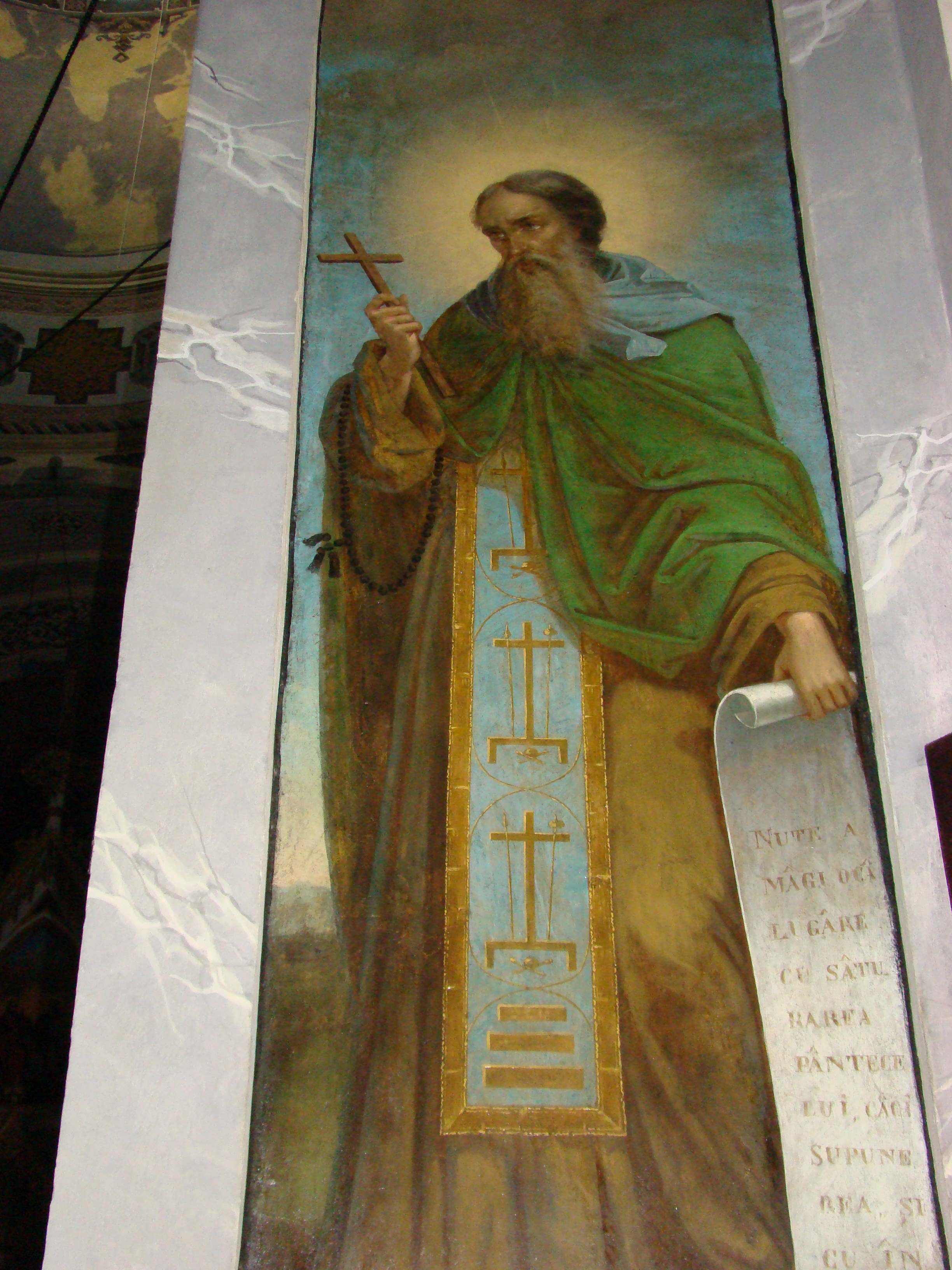
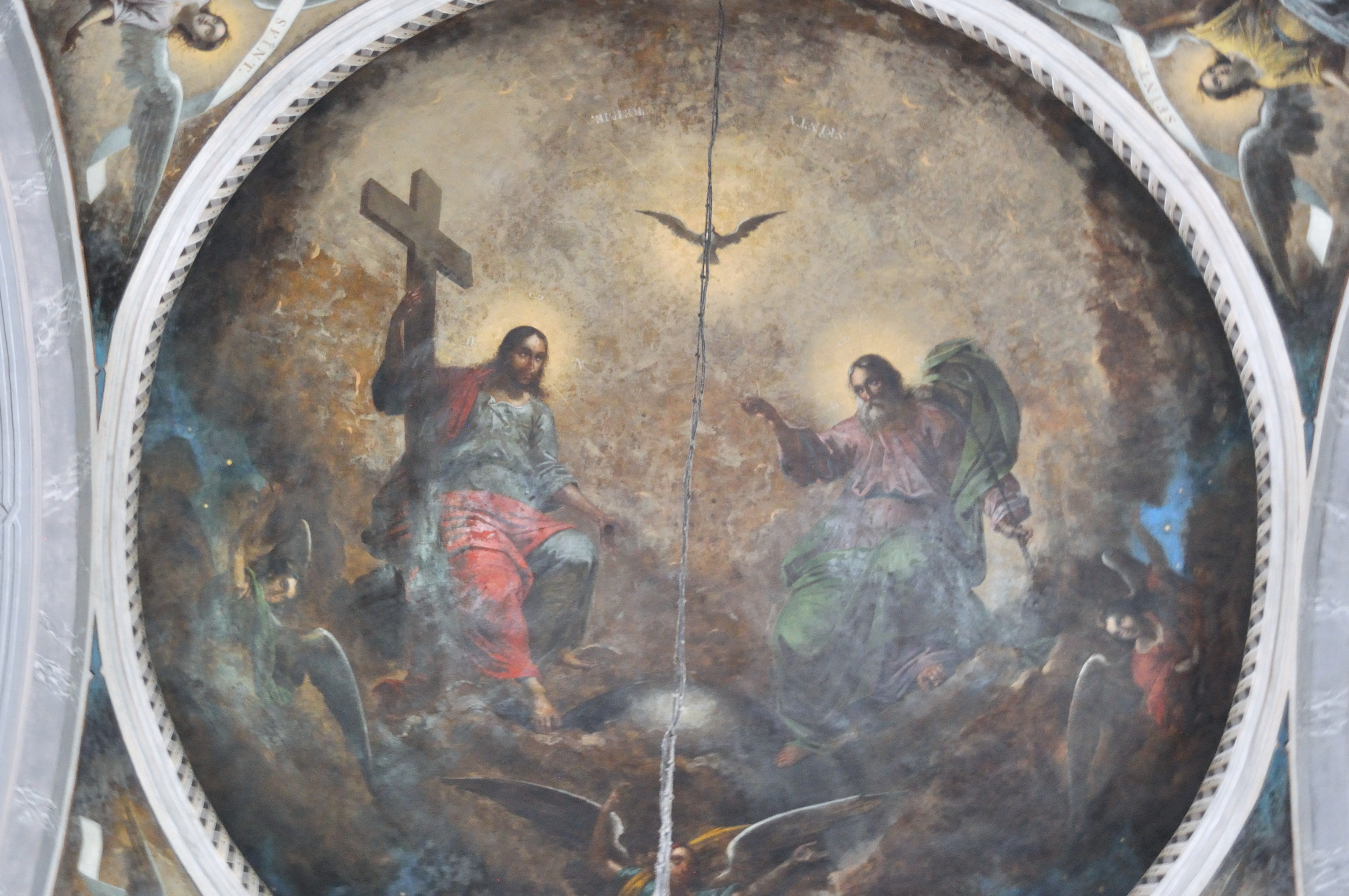
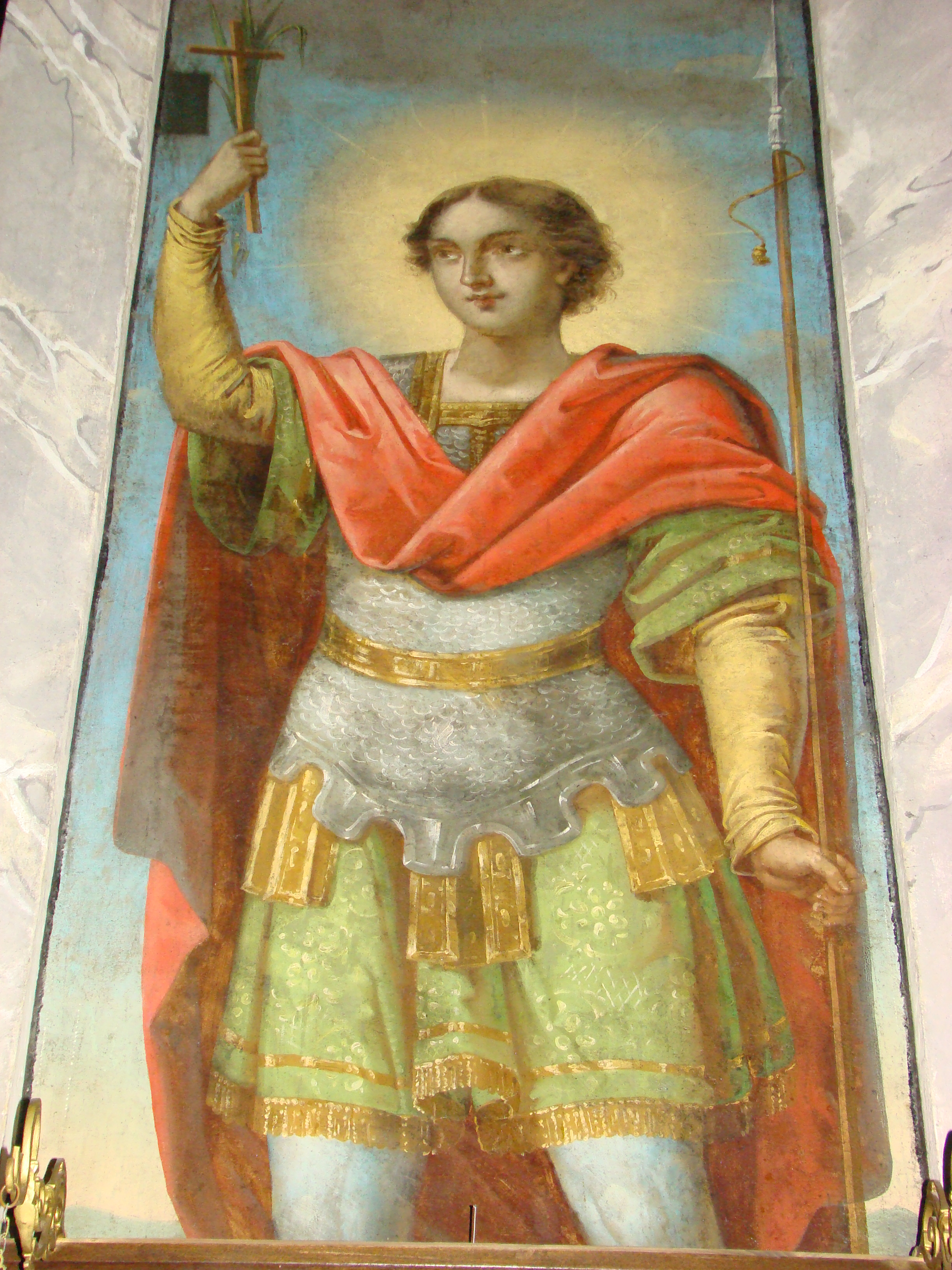
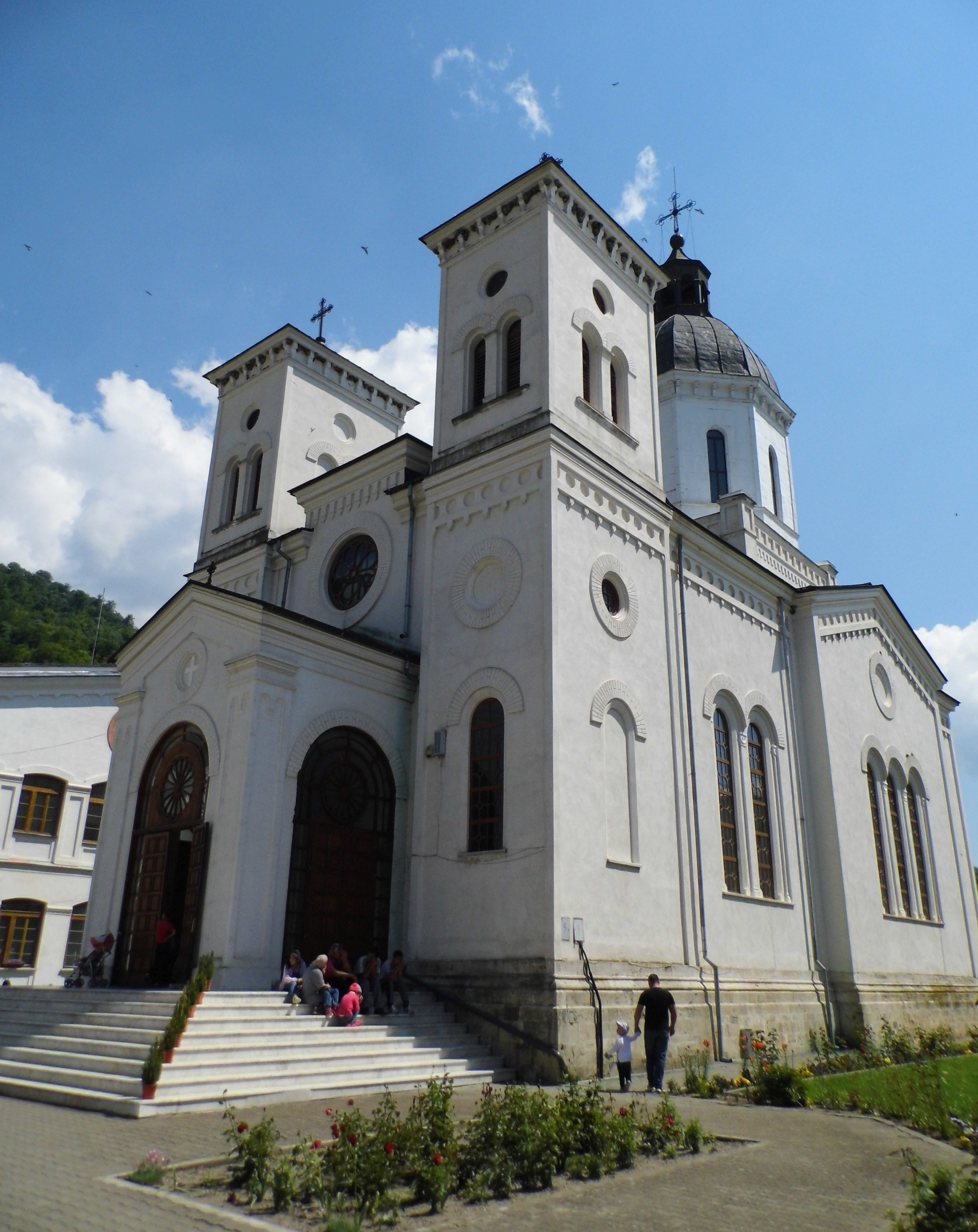
Biserica „Adormirea Maicii Domnului”
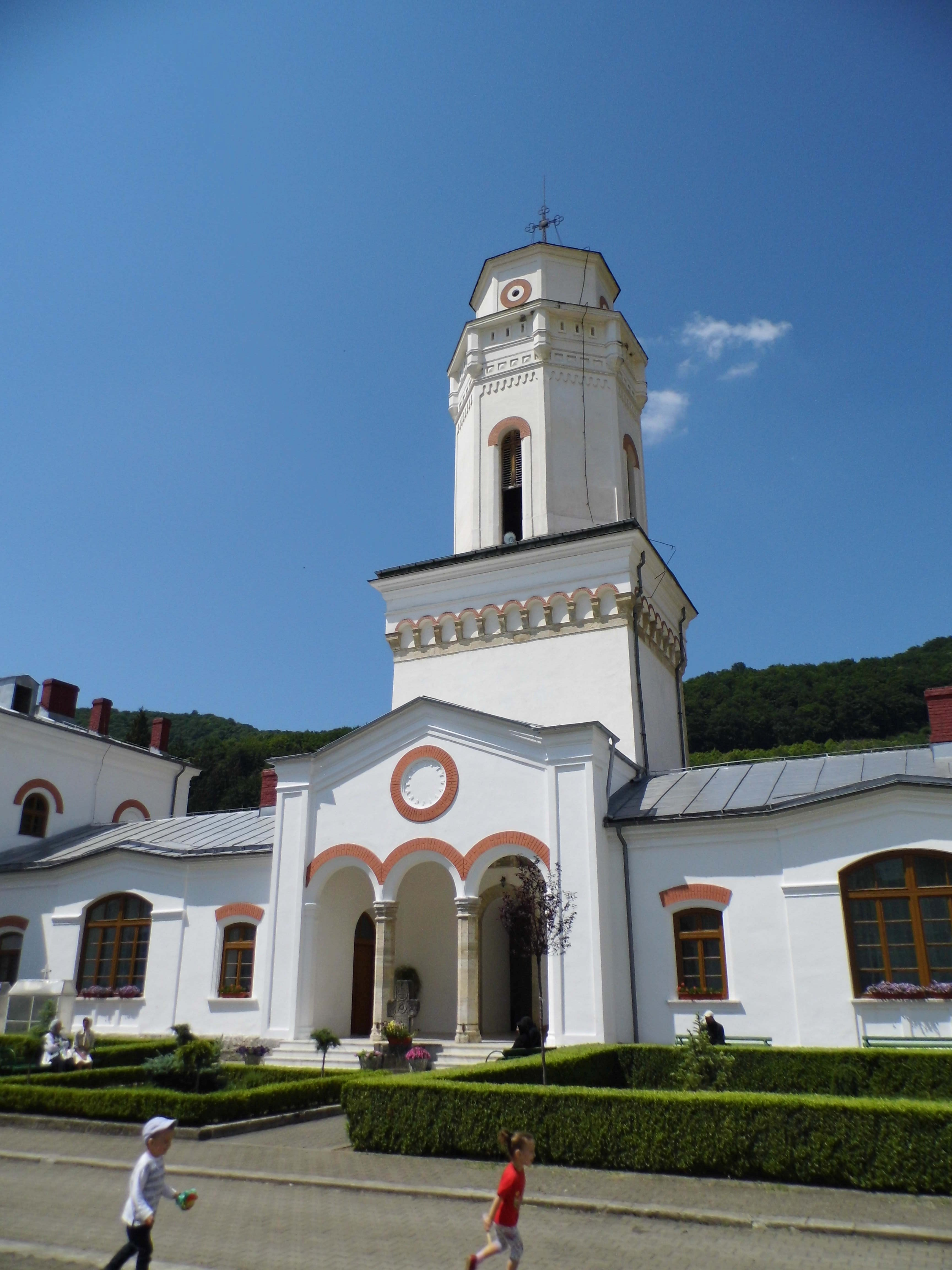
Turnul clopotniță
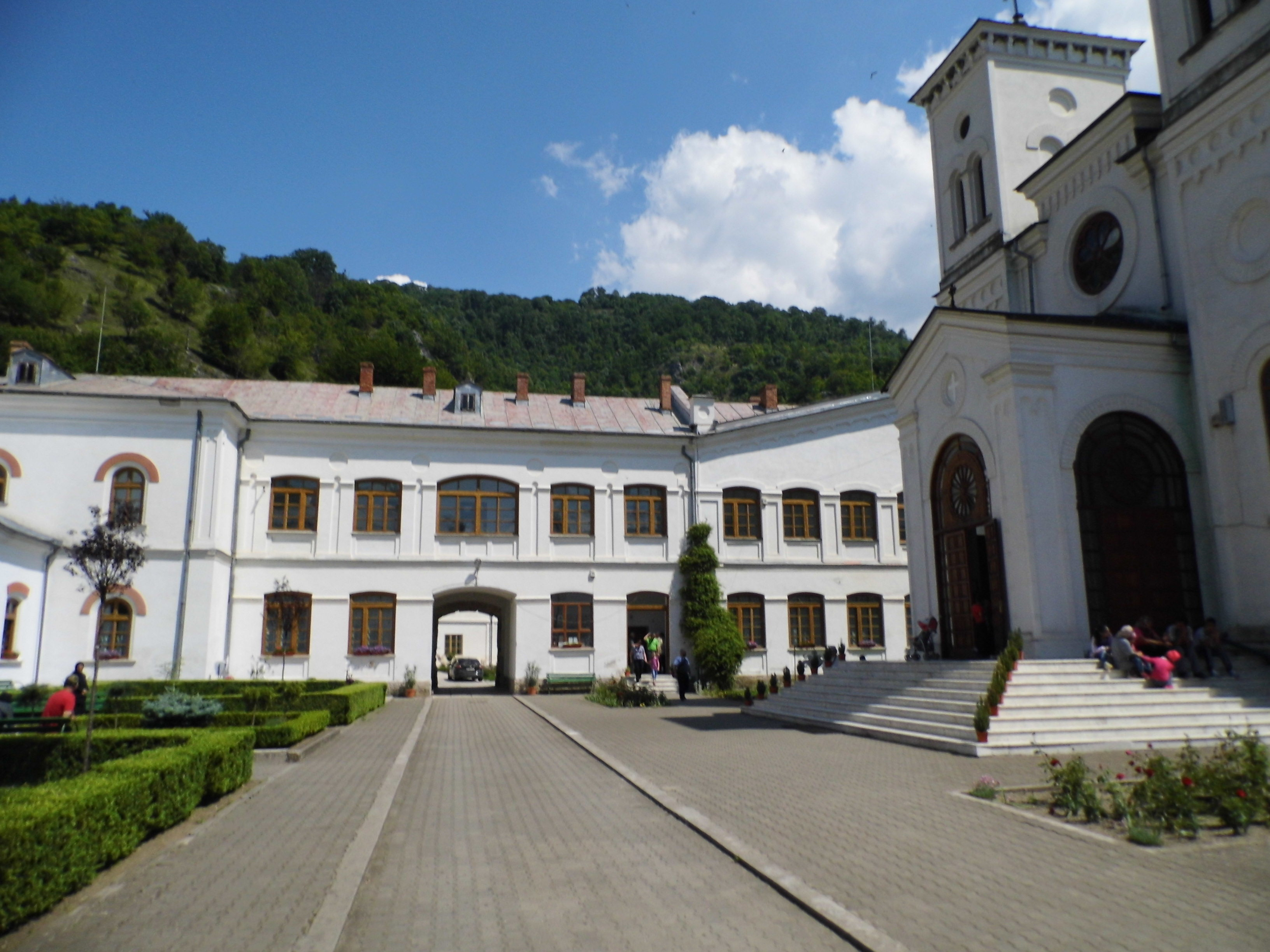
Mănăstirea Bistrița - Chilii
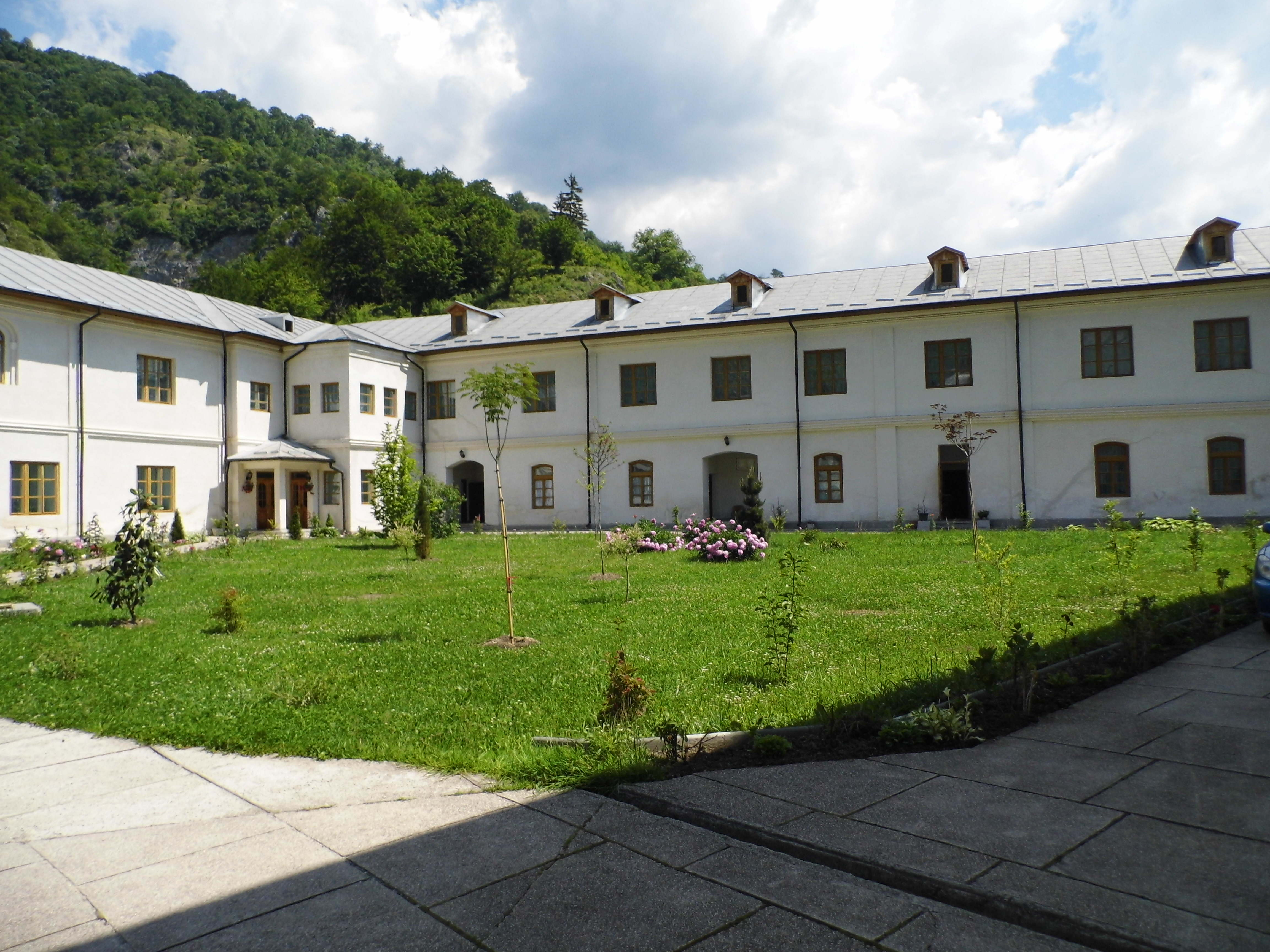
Mănăstirea Bistrița - curtea
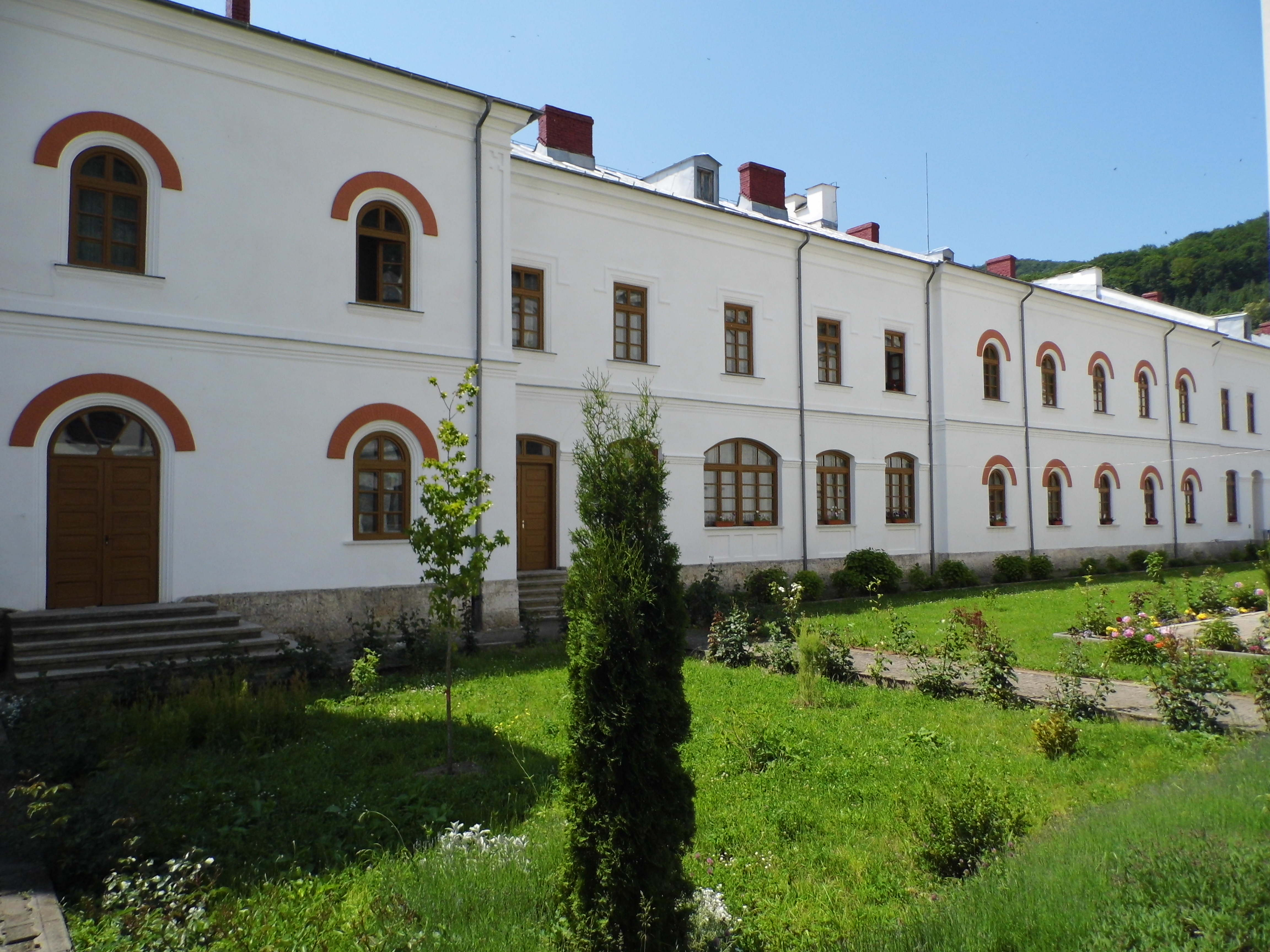
Curtea mănăstirii
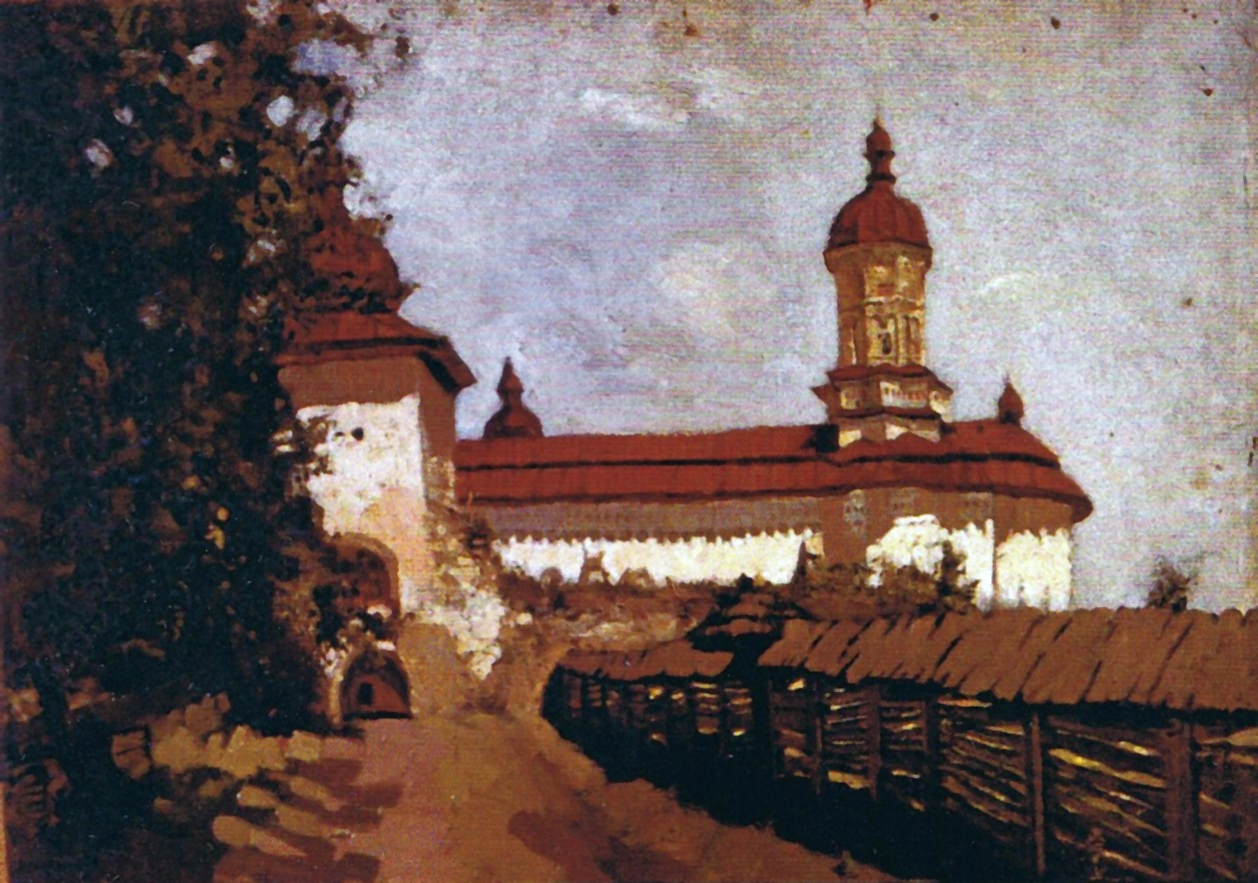
Mănăstirea Bistrița - pictură de Apcar Baltazar (1901 - 1909)